# Journey Beyond

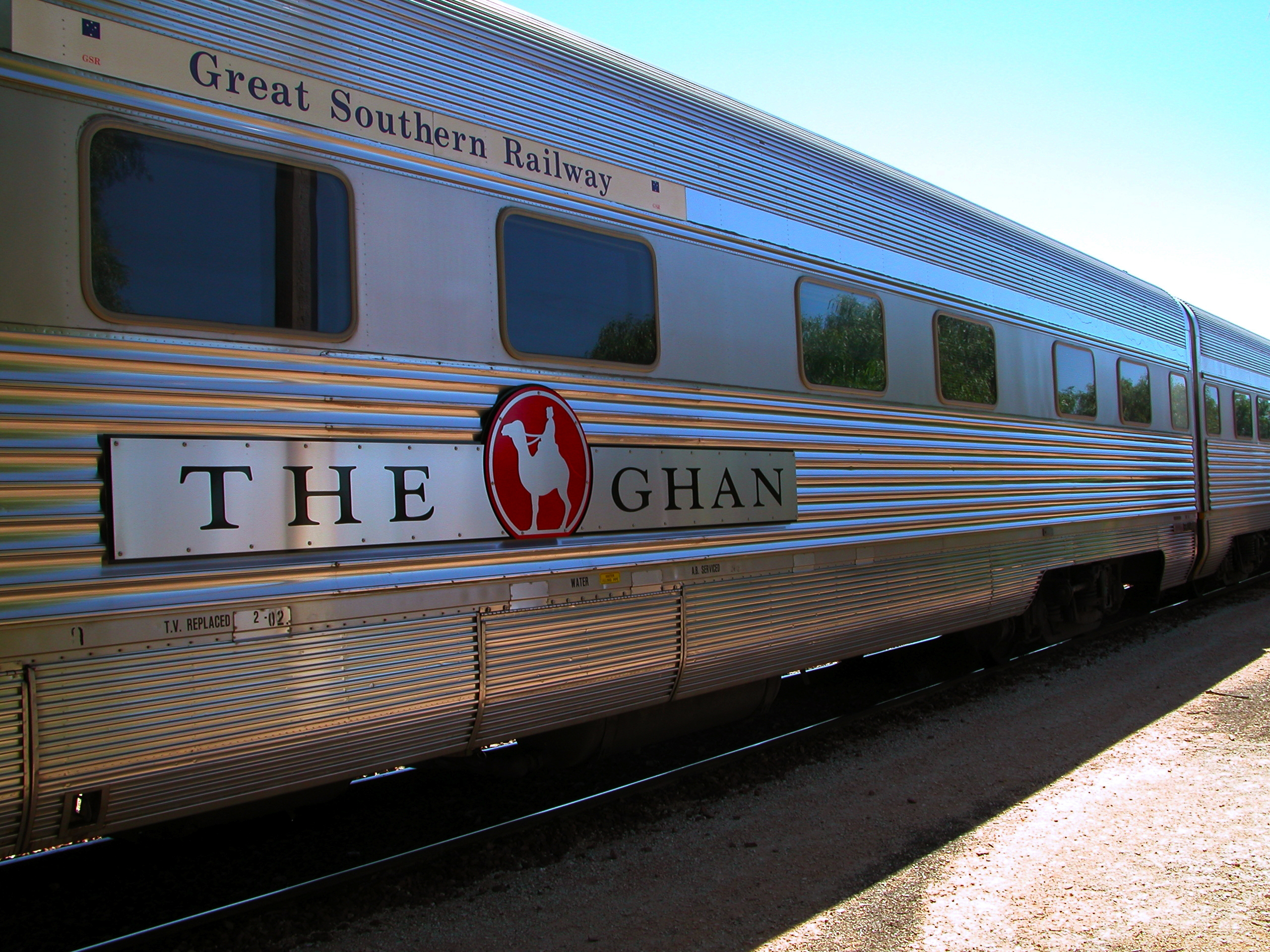
The Ghan mit Beschriftung Great Southern Railway

Journey Beyond (bis 2019 Great Southern Railway (GSR)) ist ein Eisenbahnverkehrsunternehmen in Australien, das dort eine Reihe von Fernzügen für den touristischen Markt auf Strecken des Normalspurnetzes betreibt. Dazu gehören:
- Indian Pacific (Sydney-Adelaide-Perth)
- The Ghan (Adelaide-Alice Springs-Darwin (Northern Territory))
- The Overland (Melbourne-Adelaide)
- The Great Southern (Adelaide–Brisbane)

Frühere Verbindungen
- The Southern Spirit (unterschiedliche Routen, acht bis zehn Mal im Jahr)[1]

Die Gesellschaft entstand mit der Privatisierung der Bahngesellschaft Australian National 1997 von der die Great Southern Railway den Betrieb der drei erstgenannten Züge übernahm und den The Southern Spirit 2008 neu einrichtete. Während der Wagenpark, mit dem die Züge gefahren werden, der Great Southern Railway gehört, werden die Lokomotiven bei der Eisenbahngesellschaft Pacific National angemietet.
2019 wurde das Unternehmen in Journey Beyond Rail Expeditions umbenannt.
Muttergesellschaft von Journey Beyond ist Crestview Partners. Muttergesellschaft der Great Southern Railway war bis 2015 Serco Asia Pacific.